# Виттенем (кантон)
Виттене́м (фр. Wittenheim) — кантон на северо-востоке Франции в регионе Гранд-Эст (бывший Эльзас — Шампань — Арденны — Лотарингия), департамент Верхний Рейн, округ Мюлуз. Кантон был создан в 1958 году и преобразован 22 марта 2015 года. После реформы кантон включает в себя 9 коммун.

## История
Кантон образован в 1958 году в качестве административного центра для 6 коммун:
| Код INSEE | Коммуна    | Французское название | Площадь, км² | Население, чел. (2012) |
| --------- | ---------- | -------------------- | ------------ | ---------------------- |
| 68166     | Кингерсайм | Kingersheim          | 6,69         | 12954                  |
| 68195     | Люттербак  | Lutterbach           | 8,56         | 6192                   |
| 68256     | Фастат     | Pfastatt             | 5,24         | 9269                   |
| 68267     | Рененг     | Reiningue            | 18,54        | 1908                   |
| 68270     | Риквиллер  | Richwiller           | 5,55         | 3516                   |
| 68376     | Виттенем   | Wittenheim           | 19,01        | 14512                  |

Кантон преобразован в соответствии с декретом от 21 февраля 2014 года, предписывающим сокращение числа кантонов департамента Верхний Рейн с 31-го до 17-ти. В результате реформы 5 из 6 коммун кантона переданы в состав вновь образованного кантона Кингерсайм (Кингерсайм, Люттербак, Рененг, Риквиллер, Фастат), а взамен из состава упразднённого кантона Сульс-О-Рен (округ Гебвиллер) добавлено 4 коммуны (Бервиллер, Больвиллер, Фельдкирш, Юнгерсайм), из состава упразднённого кантона Ильзак (округ Мюлуз) — одна коммуна (Рюлисайм), из состава кантона Серне (округ Тан) — передано две коммуны (Виттельсем, Стаффельфельден) и ещё одна (Пюльверсайм) из состава кантона Энсисем (округ Гебвиллер). Официальная дата создания нового кантона — 22 марта 2015 года. По данным INSEE с марта 2015 года в составе кантона 9 коммун, совокупная численность населения — 41 922 человека (2012).
Начиная с выборов в марте 2015 года, советники избираются по смешанной системе (мажоритарной и пропорциональной). Избиратели каждого кантона выбирают Совет департамента (новое название генерального Совета): двух советников разного пола. Этот новый механизм голосования потребовал перераспределения коммун по кантонам, количество которых в департаменте уменьшилось вдвое с округлением итоговой величины вверх до нечётного числа в соответствии с условиями минимального порога, определённого статьёй 4 закона от 17 мая 2013 года. В результате пересмотра общее количество кантонов департамента Верхний Рейн в 2015 году уменьшилось с 31-го до 17-ти.
Советники департаментов избираются сроком на 6 лет. Выборы территориальных и генеральных советников проводят по смешанной системе: 80 % мест распределяется по мажоритарной системе и 20 % — по пропорциональной системе на основе списка департаментов. В соответствии с действующей во Франции избирательной системой для победы на выборах кандидату в первом туре необходимо получить абсолютное большинство голосов (то есть больше половины голосов из числа не менее 25 % зарегистрированных избирателей). В случае, когда по результатам первого тура ни один кандидат не набирает абсолютного большинства голосов, проводится второй тур голосования. К участию во втором туре допускаются только те кандидаты, которые в первом туре получили поддержку не менее 12,5 % от зарегистрированных и проголосовавших «за» избирателей. При этом, для победы во втором туре выборов достаточно простого большинства (побеждает кандидат, набравший наибольшее число голосов).

## Список коммун
С марта 2015 года кантону подчинены 9 коммун:
| Код INSEE | Коммуна         | Французское название | Почтовый индекс | Площадь, км² | Население (2012) | Плотность, чел/км² |
| --------- | --------------- | -------------------- | --------------- | ------------ | ---------------- | ------------------ |
| 68032     | Бервиллер       | Berrwiller           | 68500           | 7,66         | 1174             | 153,3              |
| 68043     | Больвиллер      | Bollwiller           | 68540           | 8,63         | 3695             | 428,2              |
| 68088     | Фельдкирш       | Feldkirch            | 68540           | 4,21         | 934              | 221,9              |
| 68258     | Пюльверсайм     | Pulversheim          | 68840           | 8,56         | 2925             | 341,7              |
| 68289     | Рюлисайм        | Ruelisheim           | 68270           | 7,27         | 2320             | 319,1              |
| 68321     | Стаффельфельден | Staffelfelden        | 68850           | 7,42         | 3727             | 502,3              |
| 68343     | Юнгерсайм(CAM)  | Ungersheim           | 68190           | 13,51        | 2062             | 152,6              |
| 68375     | Виттельсем      | Wittelsheim          | 68310           | 23,63        | 10573            | 447,4              |
| 68376     | Виттенем        | Wittenheim           | 68270           | 19,01        | 14512            | 763,4              |